# 邁可·寇斯
邁可·寇斯（英語：Michael Kors, 1959年8月9日—）是一位美國時裝設計師，同名品牌Michael Kors是他創立的時裝、配件及香水的品牌。邁可·寇斯是法國品牌思琳的第一位女裝成衣設計師。 在2019年1月2日，邁可·寇斯控股有限公司正式更名為卡普爾控股有限公司（NYSE：CPRI）。 邁克爾·寇斯，周仰杰和范思哲是卡普爾控股有限公司旗下三個創始人領導的品牌。

## 經歷

### 個人生活
邁可·寇斯在出生時原名叫“小卡尔·安德森（Karl Anderson, Jr.）”。他出生於一個猶太家庭，其母親Joan Hamburger Anderson Kors Krystosek年輕時是一位。邁可·寇斯是曾獲艾美獎提名的實境節目決戰時裝伸展台（Project Runway）其中的一位常座評審。除此之外，他也為時尚雜誌雜誌撰稿。

### 職業生涯
邁可·寇斯對時尚的熱愛從他很小就開始了。 他的母親認為他的這份熱忱部分來源於他通過母親的模特生涯而接觸到的服裝行業。 邁克爾五歲那年，他甚至為他母親第二次的婚姻重新設計了婚紗。寇斯十幾歲時就開始設計衣服並在父母的地下室出售這些衣服，還將地下室重新命名為“鐵蝴蝶”。邁可·寇斯在年輕時曾參加表演課，但在14歲時停下來了，因為他決定成為一名時裝設計師時。
邁可·寇斯自他19歲時開始設計衣服，並在紐約州立大學時尚科技學院攻讀時裝設計。1981年時，他設立了自己的女裝品牌Michael Kors，並在布魯明黛百貨公司、Bergdorf Goodman、Lord & Taylor、Neiman Marcus及Saks Fifth Avenue等地方開始銷售。他更在1997年時，聘為法國時尚品牌思琳（Céline）的女裝成衣設計師及創意總監。在他在Céline任職的其間，他領導其品牌的成衣及配件得到許多讚譽。邁可·寇斯在2003年10月離開Celine，並開始專注於自創品牌。他的男裝品牌在2002年上市。
除了Michael Kors時裝秀系列品牌外，邁可·寇斯在2004年時在Michael Kors旗下設立了MICHAEL Michael Kors和KORS Michael Kors兩個副品牌。KORS Michael Kors為時裝秀系列及MICHAEL Michael Kors之間的中階系列。MICHAEL系列的產品有包括女用手提包、女鞋、及成衣系列。而KORS的產品有鞋子及牛仔褲。目前，Michael Kors有在美國紐約市、比佛利山、拉斯維加斯、邁阿密、亞特蘭大、夏洛特、聖地牙哥、科斯塔梅薩等地開設精品店。
有穿著過邁可·寇斯設計的明星包括珍妮弗·洛佩兹、海蒂·克隆、凱瑟琳·麗塔-瓊斯、瓊·愛倫...等。其中，瓊·愛倫在2001年被提名為奥斯卡最佳女主角獎的頒奬典禮上穿著邁可·寇斯的設計。除此之外，珍妮佛·嘉納在2006年的奧斯卡金像獎頒獎典禮擔任頒奬人時也穿過他的設計。在邁可·寇斯在Celine擔任創意總監的時期，他有為許多電影設計劇中服。格溫妮絲·帕特羅有在2002年無可救藥愛上你（Possession）中穿著邁可·寇斯的設計，凱特·布蘭琪也在2001年的電影強盜穿邁可·寇斯設計的衣服。Michael Kors的廣告經常反映邁可·寇斯喜好旅行穿著輕便衣著的顧客。名模卡門·卡斯有拍攝過邁可·寇斯的廣告。
目前，邁可·寇斯也是電視實境秀節目決戰時裝伸展台的常座評審。

### 評論及獲獎
邁可·寇斯的名聲在於他的傳統古典、時髦、高貴、但不至於過度花俏的設計。在1996年，紐約時報的時尚專欄作家Amy Spindler曾評論「邁可·寇斯是一個有各種實力的設計師。他的設計很成功地把簡單但美麗的時裝帶到時尚界。」
邁可·寇斯在1995年獲得Elle/Cadillac Fashion Award for Excellence。此外他還獲得1999年CFDA（全美時裝設計師協會）年度最佳女裝設計師和
2003年CFDA年度最佳男裝設計師的頭銜。

## 上市
2012年12月15日邁可·寇斯將4720萬股IPO發行價設定為每股20美元，在紐約証交所上市，股票代碼為KORS。此次IPO计划募集11億美元，占公司8.1%的股份。上市后，Sportswear仍将持有该公司38%的股份。截至2012年4月2日的2011財年實現總營收8.03億美元，同比增長58%，2011財年淨利潤較2010財年增長85%，至7300萬美元，
曹其峰和Lawrence Stroll的私募基金公司Sportswear Holdings Ltd.在Michael Kors 2011年上市前持有后者51.9%股权，共计9,790万股，截至2012年底持有股份已减至3,130万股，占Michael Kors股份15.6%。
2016年5月31日Michael Kors以5億美元現金收購曹其峰持有的在中國大陸和亞洲某些司法管轄區的專屬被授權人Michael Kors (HK) Limited。
2017年7月26日Michael Kors以8.96億英鎊（約91億港元）收購鞋履名牌Jimmy Choo Ltd。
2018年9月25日，美國Michael Kors以21.5億美元連同債務，收購意大利頂級奢侈品牌范思哲(Versace)，完成收購後Michael Kors將改名為Capri Holdings。
2019年1月2日，Michael Kors已經完成收購范思哲(Versace)，並正式更名為Capri控股，1月2日開始集團股票交易代碼改為CPRI。